# Tenerife Challenger II 2023
Il Tenerife Challenger II è stato un torneo maschile di tennis giocato sul cemento. È stata la 3ª edizione del torneo, facente parte della categoria Challenger 75 nell'ambito dell'ATP Challenger Tour 2023. Si è giocato all'Abama Tennis Academy di Guía de Isora sull'isola di Tenerife, in Spagna, dal 30 gennaio al 5 febbraio 2023.

## Partecipanti

### Teste di serie
| Nazionalità | Giocatore          | Ranking* | Testa di serie |
| ----------- | ------------------ | -------- | -------------- |
| Italia      | Francesco Passaro  | 120      | 1              |
| Italia      | Matteo Arnaldi     | 134      | 2              |
| Italia      | Raul Brancaccio    | 145      | 3              |
| Austria     | Filip Misolic      | 148      | 4              |
| Regno Unito | Ryan Peniston      | 149      | 5              |
|             | Aleksandr Ševčenko | 157      | 6              |
| Spagna      | Carlos Taberner    | 170      | 7              |
| Francia     | Benoît Paire       | 172      | 8              |

* Ranking al 16 gennaio 2023.

### Altri partecipanti
I seguenti giocatori hanno ricevuto una wild card per il tabellone principale:
- Nicolás Álvarez Varona
- Salvatore Caruso
- Martín Landaluce

Il seguente giocatore è entrato in tabellone usando il ranking protetto:
- Roberto Marcora

Il seguente giocatore è entrato in tabellone come alternate:
- Alessandro Giannessi

I seguenti giocatori sono passati dalle qualificazioni:
- Daniel Cox
- Matteo Gigante
- Gian Marco Moroni
- Alejandro Moro Cañas
- Shintaro Mochizuki
- Valentin Royer

Il seguente giocatore è entrato in tabellone come lucky loser:
- Lorenzo Giustino

## Punti e montepremi
| Torneo    | Torneo              | V     | F     | SF    | QF    | 2T    | 1T  | Q | Q2  | Q1  |
| Singolare | Punti               | 75    | 50    | 30    | 16    | 7     | 0   | 4 | 2   | 0   |
| Singolare | Premi in denaro ($) | 9 880 | 5 820 | 3 450 | 2 000 | 1 165 | 720 | – | 360 | 185 |
| Doppio    | Punti               | 75    | 50    | 30    | 16    | –     | 0   | – | –   | –   |
| Doppio    | Premi in denaro ($) | 4 250 | 2 450 | 1 480 | 880   | –     | 500 | – | –   | –   |

## Campioni

### Singolare
Matteo Arnaldi ha sconfitto in finale  Raul Brancaccio con il punteggio di 6–1, 6–2.

### Doppio
Christian Harrison /  Shintaro Mochizuki hanno sconfitto in finale  Matteo Gigante /  Francesco Passaro con il punteggio di 6–4, 6–3.